# Proseničky
Proseničky, bis 1948 Malé Prosenice (deutsch Klein Prossenitz), ist eine Ansiedlung der Gemeinde Prosenice in Tschechien. Sie liegt fünf Kilometer nordöstlich von Přerov und gehört zum Okres Přerov.

## Geographie
Proseničky befindet sich einen Kilometer rechtsseitig der Bečva in der Mährischen Pforte. Das Dorf erstreckt sich auf einer Anhöhe zwischen dem Prosenický potok und dem Graben Strhanec. Am nördlichen Ortsrand verläuft die Staatsstraße I/47 zwischen Přerov und Lipník nad Bečvou. Einen reichlichen Kilometer nördlich des Ortes liegt die Bahnstrecke Přerov–Hranice, von der ein Anschlussgleis zum Industriegebiet Proseničky führt.
Nachbarorte sind Radvanice, Lukavec und Veselíčko im Norden, Hliníky und Osek nad Bečvou im Nordosten, Oldřichov und Sušice im Osten, Grymov und Radslavice im Südosten, Kozlovice im Süden, Prosenice im Südwesten sowie Sobíšky und Buk im Nordwesten.

## Geschichte
Das Dorf wurde wahrscheinlich zu Beginn des 15. Jahrhunderts angelegt. Erstmals schriftlich nachweislich ist Prossinek bzw. Malé Proseničky im Jahre 1437. Die Besitzer des Gutes wechselten zunächst häufig. Im Jahre 1481 erwarb Wilhelm II. von Pernstein Prossinek und schlug das Gut seiner Herrschaft Helfenstein zu. Ab 1517 wurde der Ort Malé Prosenice, ab 1676 Klein Prusenitz, 1691 Parvo Pruszenicz, ab 1751 Klein Prossenitz bzw. Kleinprosenitz, 1771 Minus Prosenitium, 1847 Malá Prosenice und 1863 Parvo Prosenicium genannt. Nachfolgende Grundherren waren ab 1554 die Herren von Ludanitz, ab 1580 Peter Wok von Rosenberg und ab 1592 die Herren von Würben auf Freudenthal. Georg von Würben und Freudenthal verlegte zu Beginn des 17. Jahrhunderts den Sitz der Herrschaft auf sein neues Schloss Leipnik. Sein Besitz wurde nach der Schlacht am Weißen Berg konfisziert und an Kardinal Franz Seraph von Dietrichstein verkauft. Die Matriken wurden seit 1629 in Přerov, ab 1661 in Předmostí und seit 1786 in Velké Prosenice geführt. Schulort war bis zur Einweihung der Schule in Velké Prosenice im Jahre 1787 Předmostí. Die Kaiser Ferdinands-Nordbahn nahm am 15. August 1842 den Verkehr zwischen Prerau und Leipnik auf, jedoch rollten die Züge an Malé Prosenice vorbei. Bis zur Mitte des 19. Jahrhunderts blieb Malé Prosenice immer den Fürsten von Dietrichstein auf Leipnik untertänig.
Nach der Aufhebung der Patrimonialherrschaften bildete Malé Prosenice/Klein Prossenitz eine Gemeinde in der Bezirkshauptmannschaft Mährisch Weißkirchen. Im Jahre 1855 wurde die Gemeinde dem Bezirk Leipnik und 1868 wieder dem Bezirk Mährisch Weißkirchen zugeordnet. Der Leseverein Bečva bildete sich 1870. Im Jahre 1881 wurde die Bäuerliche Aktien-Zuckerfabrik Malé Prosenice gegründet. 1891 wurde auf dem Kataster von Malé Prosenice auf freiem Feld ein Haltepunkt an der Kaiser Ferdinands-Nordbahn eingerichtet, der 1897 zum Bahnhof ausgebaut wurde. Die Zuckerfabrik erhielt ein Anschlussgleis. Um den Bahnhof entstand die Bahnhofssiedlung. Zwischen 1902 und 1907 erfolgte die Regulierung der Bečva, dabei wurden die zahlreichen Mäander abgeworfen. Aufgrund des reichhaltigen Ziegellehmvorkommens entstand 1910 in Malé Prosenice eine maschinelle Ringofenziegelei. Im Jahre 1911 bildete sich eine Genossenschaft zum Konsum von Elektroenergie, den Strom lieferte das Kraftwerk der Peterka-Mühle. Am 26. November 1948 wurden die Gemeinden Velké Prosenice und Malé Prosenice zu einer Gemeinde Prosenice vereinigt. Malé Prosenice hatte zu dieser Zeit 590 Einwohner und war damit deutlich größer als Velké Prosenice. Im Zuge der Zusammenlegung erhielt der Ortsteil Malé Prosenice den neuen Namen Proseničky. Seit 1949 gehört Proseničky zum Okres Přerov. In den 1950er Jahren entstand am südlich des Dorfes ein großer Kuhstallkomplex. In den 1960er Jahren wurde das Umspannwerk Prosenice errichtet. Proseničky verlor 1983 den Status eines Ortsteiles. Die Ziegelei stellte 1986 ihren Betrieb auf die Fertigung von Sauerkrautplatten um; nach der Samtenen Revolution entstand daraus das Unternehmen DCD-IDEAL s.r.o. Prosenice, das neben der zur Hanácká potravinářská společnost gehörigen Cukrovar Prosenice, a.s. firmierenden Zuckerfabrik sowie einem Hersteller für PET-Flaschen und einem Logistikzentrum zu den größten Unternehmen des Ortes gehört. Der Bahnhof und die Eisenbahnstrecke wurden als Teil des 2. Eisenbahnkorridors rekonstruiert. Seit den 1990er Jahren sind Proseničky und Prosenice durch eine Einfamilienhaussiedlung verbunden. Im Jahre 1997 war das Dorf vom Jahrhunderthochwasser der Bečva betroffen.

## Ortsgliederung
Der Katastralbezirk Proseničky umfasst die Ansiedlungen Proseničky und U nádraží.

## Sehenswürdigkeiten
- Gemauerter Glockenturm, er wurde zwischen 1995 und 1996 rekonstruiert